# 安德雷·祖博夫
安德雷·祖博夫（俄语：Андрей Борисович Зубов，1952年1月16日—），全名安德雷·博里索维奇·祖博夫，俄罗斯历史学家、政治学家，历史学博士。祖博夫1973年毕业于莫斯科國立國際關係學院，后来在莫斯科國立國際關係學院任教授。2014年3月，祖博夫发表文章，将俄罗斯吞并克里米亚与纳粹德国吞并奥地利相提并论，他随即因此被莫斯科國立國際關係學院解职。